# Sauropterygia
Sauropterygia (z řečtiny "ještěroploutví") byla skupina mořských plazů žijící v druhohorách. Zahrnovali především skupiny placodontia, nothosauroidea, plesiosauria a také několik další rodů. Jednalo se o poměrně rozšířenou skupinu mořských plazů, jejichž fosilie známe prakticky z celého světa.

## Vývoj
První zástupci skupiny sauropterygia se objevili ve spodním triasu před 245 miliony let. První druhy byly malé kolem 60 centimetrů a byly objživelné. Během hromadného vymírání na konci triasu všichni vymřeli, kromě skupiny plesiosauria. Právě druhy ze skupiny plesiosauria byly největšími zástupci této skupiny a v období jury a křídy byli hojně rozšíření v tehdejších oceánech. Na rozdíl od zástupců skupin placodontia, nothosauroidea byli výborně přizpůsobení životu ve vodě. Měli dva páry ploutví a živili se rybami a hlavonožci. Druhy ze skupiny pliosauria byly vrcholovými predátory jurských a spodnokřídových moří. Například zástupci rodu Kronosaurus měřili na délku až kolem 10 metrů. Vyhynuli na konci období křídy před 66 miliony let.

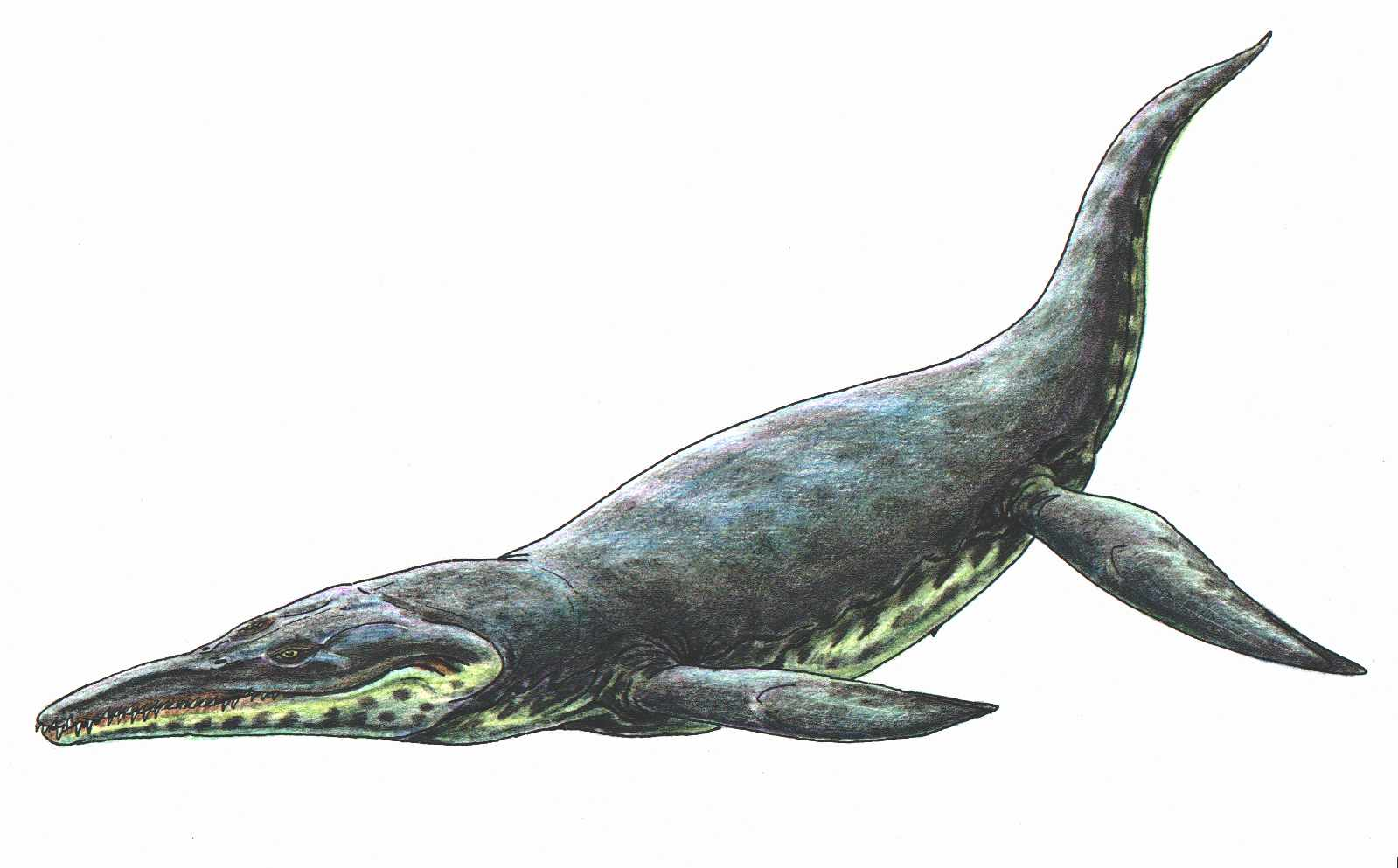
Kronosaurus - obří zástupce skupiny.

## Anatomie
Lebky těchto mořských plazů vykazovaly podobnou stavbu ušního labyrintu (orgánu zodpovědného za udržování rovnováhy) jako u některých současných vodních obratlovců. Stále není jisté, jak vypadal tělní plán ancestrálního zástupce této skupiny, patrně se ale jednalo o malého dravého vodního plaza, podobného vývojově primitivnímu čínskému rodu Hanosaurus.

## Klasifikace
Sauropterygia patří mezi diapsidy a konkrétně do skupiny lepidosauromorpha, což znamená, že jejich nejbližšími žijícími příbuznými jsou ještěři a hadi. Fosilní pozůstatky zástupců této skupiny jsou známé od raného triasu, v jejich klasifikaci však stále nejsou některé problémy uspokojivě vyřešeny.

## Výskyt v Česku
Na území České republiky byly fosilie plesiosaurů objeveny v poměrně velkém množství, pojmenován byl například rod Polyptychodon nebo druh Cimoliasaurus teplicensis z období turonu (stáří asi 90 milionů let). Podobné objevy jsou známé z desítek míst na území naší republiky, například z Prahy, Mladé Boleslavi, Hudcova a odjinud.